# 73511 Lovas
A 73511 Lovas (ideiglenes jelöléssel 2002 YD3) a Naprendszer kisbolygóövében található aszteroida. Sárneczky Krisztián fedezte fel 2002. december 25-én.